# Chauvin
Chauvin és una població dels Estats Units a l'estat de Louisiana. Segons el cens del 2000 tenia 3.229 habitants.

## Demografia
Segons el cens del 2000, Chauvin tenia 3.229 habitants, 1.090 habitatges, i 886 famílies. La densitat de població era de 267 habitants/km².
Dels 1.090 habitatges en un 40% hi vivien nens de menys de 18 anys, en un 67,6% hi vivien parelles casades, en un 9,4% dones solteres, i en un 18,7% no eren unitats familiars. En el 14,7% dels habitatges hi vivien persones soles el 8,3% de les quals corresponia a persones de 65 anys o més que vivien soles. El nombre mitjà de persones vivint en cada habitatge era de 2,96 i el nombre mitjà de persones que vivien en cada família era de 3,27.
Per edats la població es repartia de la següent manera: un 28% tenia menys de 18 anys, un 10,3% entre 18 i 24, un 28,9% entre 25 i 44, un 20,8% de 45 a 60 i un 12% 65 anys o més.
L'edat mediana era de 34 anys. Per cada 100 dones de 18 o més anys hi havia 98 homes.
La renda mediana per habitatge era de 25.922 $ i la renda mediana per família de 28.897 $. Els homes tenien una renda mediana de 32.168 $ mentre que les dones 16.495 $. La renda per capita de la població era de 10.492 $. Entorn del 17,1% de les famílies i el 20,1% de la població estaven per davall del llindar de pobresa.

## Poblacions més properes
El següent diagrama mostra les poblacions més properes.